# Renault Symbioz Concept
« Symbioz » redirige ici. Pour l’article homophone, voir Symbiose.
La Symbioz est un concept car coupé sport GT électrique du constructeur automobile français Renault, présenté au salon de l'automobile de Francfort 2017. En 2024, Renault reprend le nom Symbioz pour un SUV compact.

## Présentation
Présentée aux journées presse du salon de Francfort le 12 septembre 2017, la Renault Symbioz est un concept car qui « s’inscrit dans un nouveau cycle design initié par Trezor » selon la marque au losange. En 2010, Laurens van den Acker présente une marguerite à six pétales correspondant à autant de concept-cars symbolisant un moment « du cycle de la vie » (Love (amour), Explore (exploration), Family (famille), Work (travail), Play (loisirs ) et Wisdom (sagesse)). La DeZir est le premier pétale de cette marguerite et l'Initiale Paris le dernier. Puis 2016, la Renault TreZor est le premier pétale de la seconde marguerite des concept-cars Renault. Elle inaugure une nouvelle série de six concept-cars et correspond au cycle de vie « Love » comme DeZir six ans plus tôt. Symbioz est le dernier pétale de ce cycle de vie correspondant à la sagesse (Wisdom). Ainsi durant sept années, tous ces concept-cars sont lés à un cycle de vie et ont créée la nouvelle identité visuelle de Renault, vu par Laurens van den Acker.
Le 4 septembre 2017, avant sa présentation, Renault a dévoilé une vidéo annonçant l'arrivée du concept-car Symbioz à l'IAA.
Comme pour les modèles de la gamme électrique de Renault (Zoe, Twizy) ou de ses concept cars (DeZir, Trezor), le « Z » de Symbioz symbolise le "zéro émissions", et donc la motorisation électrique.

En novembre 2017, Renault présente une seconde version de son show car, dénommée Symbioz « Demo-car », capable de rouler sur route ouverte et qui se différencie du concept-car statique par des phares, portières et vrais sièges conventionnels. Cette Symbioz est équipée de la conduite autonome.

Renault Symbioz
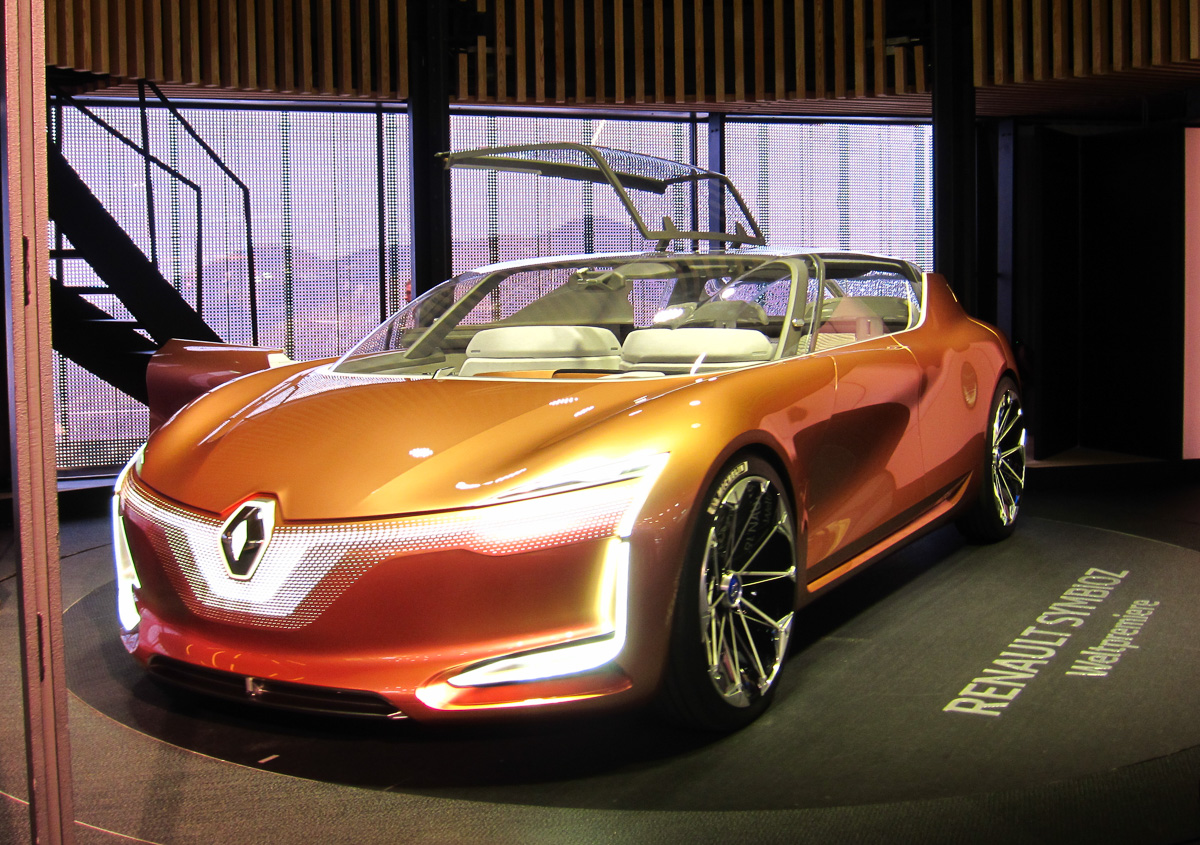
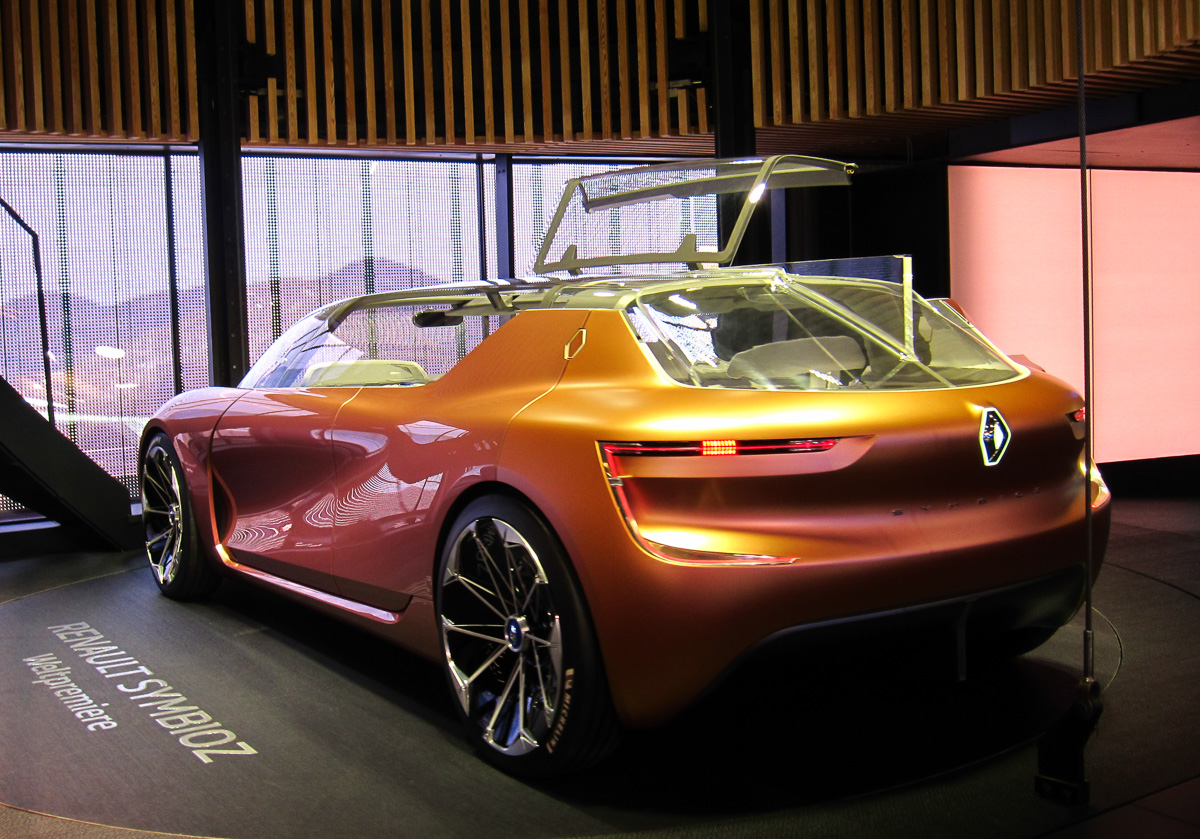

## Caractéristiques techniques
La Renault Symbioz est électrique, connectée et autonome.

### Motorisation
La Symbioz est équipée de deux moteurs électriques, un pour chaque roue arrière, développant 680 ch au total pour 660 N m de couple, elle accélère de 0 à 100 km/h en 6 secondes pour une autonomie d'environ 500 km.